# Godolphin Cross
Godolphin Cross är en by i Cornwall distrikt i Cornwall grevskap i England. Byn är belägen 26,5 km 
från Truro. Orten har 716 invånare (2015).